# Valeriana (ville maya)
Pour la plante, voir Valeriana
 (octobre 2024).
Valeriana est la ruine d'une ancienne cité maya située dans l'État mexicain de Campeche, près de la frontière avec l'État de Quintana Roo.

## Historique de la découverte
Sa découverte a été annoncée en octobre 2024, et le site a été nommé d'après une lagune d'eau douce adjacente portant le même nom.
Les chercheurs ont découvert le site en utilisant des données Lidar provenant d'un projet de surveillance forestière de 2013. Les chercheurs ont prévu des travaux de terrain sur le site pour approfondir leurs découvertes. Ils ont également décrit les ruines comme étant « cachées à la vue de tous », puisqu'elles se trouvent à seulement 15 minutes d'une route principale près de Xpujil.

## Description
Le style et l'architecture de la ville correspondent à ceux de la région de Chactún-Tamchén (es), située au sud-est. La ville contient plusieurs places, des pyramides, un terrain de jeu et un réservoir avec un barrage, indiquant qu'il s'agissait probablement d'une capitale politique. La présence de certaines caractéristiques architecturales particulières, connues sous le nom de « Groupe E (en) », suggère que la ville a été fondée avant l'an 150 apr. J.-C..